# World Is Round
World Is Round – czwarty album polskiego zespołu prog rockowego Believe, wydany 25 października 2010 nakładem wytwórni Metal Mind Productions. Na płycie ponownie pojawiły się instrumenty klawiszowe, za które odpowiedzialny jest Konrad Wantrych, nowy członek zespołu. Jest to także debiut wokalisty Karola Wróblewskiego jako autora tekstów do większości utworów. W nagraniach gościnnie wziął udział Tomasz „Ragaboy” Osiecki znany ze współpracy z grupą Behemoth. Za produkcję i mastering albumu odpowiedzialny jest Winicjusz Chróst (dawniej Breakout)
Album został wydany w dwóch wersjach – standardowej, zawierającej 10 utworów i limitowanym digipacku, wzbogaconym o 1 dodatkowy utwór.
Na dzień premiery płyty w USA zespół przygotował klip do utworu „Cut Me Paste Me”.

## Lista utworów
1. World Is Round (Part 1) 0:34
2. No Time Inside 5:16
3. World Is Round (Part 2) 4:27
4. Cut Me Paste Me 2:48
5. Lay Down Forever 5:52
6. So Well 4:20
7. Bored 4:46
8. Guru 4:54
9. New Hands 5:58
10. Poor King Of Sun/Return 9:55

Bonus DG
1. Hidden Track 3:37

## Twórcy
- Karol Wróblewski – śpiew
- Satomi – skrzypce
- Mirosław Gil – gitara
- Przemysław Zawadzki – gitara basowa
- Vlodi Tafel – perkusja
- Konrad Wantrych - instrumenty klawiszowe

gościnnie
- Tomasz „Ragaboy” Osiecki – sitar i dilruba